# امعطفة

تعديل مصدري - تعديل

امعطفه هي إحدى قرى عزلة سرار بمديرية سرار التابعة لمحافظة أبين، بلغ تعداد سكانها 68 نسمة حسب تعداد اليمن لعام 2004.